# Lijst van rijksmonumenten in Heusden (plaats)
De Nederlandse vestingstad Heusden telt 122 inschrijvingen in het rijksmonumentenregister, hieronder een overzicht. 
| Object | Oorspronkelijke functie?  | Bouwjaar                              | Architect      | Locatie                   | Coördinaten?                 | Nr.?   | Afbeelding |
| --- | ------------------------- | ------------------------------------- | -------------- | ------------------------- | ---------------------------- | ------ | --- |
| Huis van vijf traveeën met gebosseerd gepleisterde lijstgevel, dwars schilddak, met aan de ene zijde een zij-topgevel | Woonhuis                  |                                       |                | Botermarkt 1              | 51° 44' 3" NB, 5° 8' 16" OL  | 22009  | Meer afbeeldingen |
| Huis met hoge, gepleisterde neogotische gevel met drie traveeën, elk omlijst met zware rolstaafprofielen, de vensters overtoogd met ezelsrugbogen, de recht afgesloten gevel bekroond door een gietijzeren balustrade | Woonhuis                  | 1840                                  |                | Botermarkt 3              | 51° 44' 3" NB, 5° 8' 17" OL  | 22010  | Meer afbeeldingen |
| Huis met gebosseerd gepleisterde lijstgevel, kroonlijst op kleine voluutvormige consoles | Woonhuis                  |                                       |                | Botermarkt 11             | 51° 44' 4" NB, 5° 8' 17" OL  | 22011  | Meer afbeeldingen |
| Huis met klokgevel waarlangs een rollaag met voluutvormige aanzetten | Woonhuis                  |                                       |                | Botermarkt 17             | 51° 44' 4" NB, 5° 8' 18" OL  | 22012  | Meer afbeeldingen |
| Huis onder twee dwarse, achter elkaar liggende schilddaken en met lijstgevel. Versierde ingangstravee in ietwat verbasterde Lodewijk XV stijl, zoals ook het snijraam in het bovenlicht van de ingang | Woonhuis                  | ca. 1800                              |                | Botermarkt 19             | 51° 44' 4" NB, 5° 8' 18" OL  | 22013  | Meer afbeeldingen |
| Omvat twee huizen; het linkse onder schilddak met rode pannen en met gepleisterde lijstgevel waarin vensters met kuiven in stucwerk, het rechtse onder hoog schilddak en met lijstgevel waarin segmentvormig overtoogde vensters; een stoeppaal. Het dak vormt een geheel met dat van Nieuwstraat 14                            | Woonhuis                  | derde kwart 19e eeuw                  |                | Botermarkt 21             | 51° 44' 5" NB, 5° 8' 19" OL  | 22014  | Meer afbeeldingen |
| Huis onder schilddak en met eenvoudige gepleisterde lijstgevel, boven zesdelige schuiframen. Nog geheel woonhuis | Woonhuis                  | eerste helft 19e eeuw                 |                | Botermarkt 4              | 51° 44' 3" NB, 5° 8' 18" OL  | 22015  | Meer afbeeldingen |
| Huis met gebosseerd gepleisterde lijstgevel met platte voluten op de hoeken; met rode pannen belegd schilddak | Woonhuis                  |                                       |                | Botermarkt 6              | 51° 44' 3" NB, 5° 8' 18" OL  | 22016  | Meer afbeeldingen |
| Huis onder hoog met rode pannen belegd schilddak en achtertopgevel; voorgevel gebosseerd grijsgepleisterd, kroonlijst met klossen en tandlijst; vensters met kuiven in stucwerk. Stoep van blauwe zerken | Woonhuis                  |                                       |                | Botermarkt 8              | 51° 44' 3" NB, 5° 8' 18" OL  | 22017  | Meer afbeeldingen |
| Huis met door rode pannen belegd schilddak achter hoge gepleisterde lijstgevel waarin segmentvormig overtoogde vensters. Ingangsomlijsting met opgebogen deurkalf en kroonlijst | Woonhuis                  |                                       |                | Botermarkt 20             | 51° 44' 4" NB, 5° 8' 19" OL  | 22018  | Meer afbeeldingen |
| Huis met dwars zadeldak tussen tijtopgevels; kroonlijst met gesneden consoles; ingangsomlijsting met gesneden kalf | Woonhuis                  |                                       |                | Botermarkt 22             | 51° 44' 4" NB, 5° 8' 19" OL  | 22019  | Meer afbeeldingen |
| Huis met zadeldak en achter-trapgevel, aan de voorzijde hogere lijstgevel in Empire trant, waarin geblokte deuromlijsting met kroonlijst op klossen, in de drie lagen onderscheidenlijk acht-, zes- en vierdelige schuiframen. Nog geheel woonhuisvorm. Het achtergedeelte vormt een woning met Burchtstraat 8. Met eigen stoep | Werk-woonhuis             |                                       |                | Breestraat 1              | 51° 43' 60" NB, 5° 8' 13" OL | 22020  | Meer afbeeldingen |
| Huis onder schilddak en met lijstgevel. Met eigen stoep | Woonhuis                  | eerste helft 19e eeuw                 |                | Breestraat 3              | 51° 43' 60" NB, 5° 8' 13" OL | 22021  | Meer afbeeldingen |
| Huis onder schilddak en met lijstgevel, boven met zesdelige schuiframen. Met eigen stoep | Woonhuis                  |                                       |                | Breestraat 5              | 51° 44' 0" NB, 5° 8' 13" OL  | 22022  | Meer afbeeldingen |
| Huis onder schilddak en met lijstgevel, boven met zesdelige schuiframen. Met eigen stoep | Woonhuis                  | eerste helft 19e eeuw                 |                | Breestraat 9              | 51° 44' 0" NB, 5° 8' 14" OL  | 22023  | Meer afbeeldingen |
| Huis onder zadeldak en met in- en uitgezwenkte topgevel | Woonhuis                  | 1629 (jaartal)                        |                | Breestraat 13             | 51° 44' 1" NB, 5° 8' 14" OL  | 22024  | Meer afbeeldingen |
| Huis onder wolfdak en met gebosseerd gepleisterde lijstgevel, waarin beneden achtdelige schuiframen, daarboven zesdelige, in de zolder halfronde vensters | Woonhuis                  |                                       |                | Breestraat 15             | 51° 44' 1" NB, 5° 8' 14" OL  | 22025  | Meer afbeeldingen |
| Huis met smalle klokgevel, met uitgemetselde rollaag langs de top | Woonhuis                  |                                       |                | Breestraat 17             | 51° 44' 1" NB, 5° 8' 14" OL  | 22026  | Meer afbeeldingen |
| Huis onder met rode pannen belegd schilddak en met gebosseerd gepleisterde lijstgevel, waterlijst boven de onderpui, zesdelige schuiframen | Woonhuis                  |                                       |                | Breestraat 19             | 51° 44' 1" NB, 5° 8' 14" OL  | 22027  | Meer afbeeldingen |
| Huis onder schilddak en met lijstgevel in schoon metselwerk, waarin segmentvormig overtoogde vensters | Woonhuis                  |                                       |                | Breestraat 21             | 51° 44' 1" NB, 5° 8' 14" OL  | 22028  | Huis onder schilddak en met lijstgevel in schoon metselwerk, waarin segmentvormig overtoogde vensters                                |
| Huis onder schilddak en met lijstgevel die door gegroefde verticale stijlen ingedeeld is waartussen de vensters terugliggen | Woonhuis                  |                                       |                | Breestraat 23             | 51° 44' 1" NB, 5° 8' 14" OL  | 22029  | Huis onder schilddak en met lijstgevel die door gegroefde verticale stijlen ingedeeld is waartussen de vensters terugliggen          |
| Huis 'int paradijs' | Woonhuis                  | 17e eeuw                              |                | Breestraat 25             | 51° 44' 1" NB, 5° 8' 15" OL  | 22030  | Meer afbeeldingen |
| Huis onder schilddak achter hoge witgepleisterde, gebosseerde lijstgevel | Woonhuis                  | eerste helft 19e eeuw                 |                | Breestraat 37             | 51° 44' 2" NB, 5° 8' 15" OL  | 22031  | Meer afbeeldingen |
| Huis onder met rode pannen belegd schilddak en met gebosseerd gepleisterde lijstgevel | Woonhuis                  |                                       |                | Breestraat 2              | 51° 43' 59" NB, 5° 8' 14" OL | 22032  | Meer afbeeldingen |
| Huis onder met rode pannen belegd wolfdak en met gepleisterde voorgevel | Woonhuis                  |                                       |                | Breestraat 4              | 51° 43' 60" NB, 5° 8' 14" OL | 22033  | Meer afbeeldingen |
| Achter een moderne gevel een huis met dwars zadeldak tussen zijtopgevels | Woonhuis                  | 18e eeuw                              |                | Breestraat 8              | 51° 44' 0" NB, 5° 8' 14" OL  | 22034  | Achter een moderne gevel een huis met dwars zadeldak tussen zijtopgevels                                                             |
| Huis met van zijn top beroofde trapgevel, waarin krulankers en een gevelsteen | Woonhuis                  | 1604 (gevelsteen)                     |                | Breestraat 10             | 51° 44' 0" NB, 5° 8' 15" OL  | 22035  | Meer afbeeldingen |
| Huis met kleine trapgevel met friezen waarin vullingen van metselmozaïek evenals in de boogvelden van de vensters | Woonhuis                  | ca. 1600                              |                | Breestraat bij 10         | 51° 44' 0" NB, 5° 8' 16" OL  | 22036  | Meer afbeeldingen |
| Huis onder schilddak en met gepleisterde lijstgevel waarin vensters met afgeronde bovenhoeken | Woonhuis                  |                                       |                | Breestraat 12             | 51° 44' 1" NB, 5° 8' 15" OL  | 22037  | Meer afbeeldingen |
| Fraai empire huis van vijf traveeën | Woonhuis                  | 18e en begin 19e eeuw                 |                | Breestraat 14             | 51° 44' 1" NB, 5° 8' 15" OL  | 22038  | Meer afbeeldingen |
| Herenhuis met gepleisterde voorgevel ter breedte van zeven traveeën, het voorste gedeelte gedekt door een schilddak met de nok parallel aan de straat, het tweeledige gedeelte hierachter gedekt | Woonhuis                  | eind 17e eeuw                         |                | Burchtstraat 3            | 51° 43' 59" NB, 5° 8' 12" OL | 22039  | Meer afbeeldingen |
| Huis in empire stijl, met kroonlijst op triglyphen | Woonhuis                  |                                       |                | Burchtplein 7             | 51° 44' 1" NB, 5° 8' 9" OL   | 22040  | Meer afbeeldingen |
| Huis onder dwars, met rode pannen belegd wolfdak, met opkamer en kelder, gepleisterde gevel | Woonhuis                  |                                       |                | Burchtstraat 8            | 51° 43' 60" NB, 5° 8' 12" OL | 22041  | Meer afbeeldingen |
| Huis onder hoog, met rode pannen belegd, schilddak | Woonhuis                  |                                       |                | Burchtstraat 16           | 51° 44' 0" NB, 5° 8' 11" OL  | 22042  | Meer afbeeldingen |
| Huis bestaande uit twee panden | Woonhuis                  | begin 17e eeuw                        |                | Drietrompetterstraat 16   | 51° 44' 5" NB, 5° 8' 12" OL  | 22043  | Meer afbeeldingen |
| Bakstenen huis op rechthoekig plattegrond | Woonhuis                  | vermoedelijk 15e eeuw                 |                | Drietrompetterstraat 22   | 51° 44' 4" NB, 5° 8' 13" OL  | 22044  | Meer afbeeldingen |
| Huis onder schilddak en met eenvoudige empire gevel | Woonhuis                  |                                       |                | Vismarkt 16               | 51° 44' 4" NB, 5° 8' 14" OL  | 22045  | Meer afbeeldingen |
| Huis met een gevel van het 'Dordtse' type | Woonhuis                  | eind 16e of begin 17e eeuw            |                | Engstraat 2               | 51° 44' 4" NB, 5° 8' 14" OL  | 22046  | Meer afbeeldingen |
| Huis met een gevel van het 'Dordtse' type, oorspronkelijk trapgevel, maar van zijn bovengedeelte ontdaan | Woonhuis                  |                                       |                | Engstraat 4               | 51° 44' 4" NB, 5° 8' 14" OL  | 22047  | Meer afbeeldingen |
| Huis met lijstgevel onder een schilddak dat tevens nr | Woonhuis                  | 1583 (jaartalankers)                  |                | Engstraat 6               | 51° 44' 4" NB, 5° 8' 14" OL  | 22048  | Meer afbeeldingen |
| Huis onder schilddak en met lijstgevel | Winkel                    |                                       |                | Engstraat 8               | 51° 44' 4" NB, 5° 8' 14" OL  | 22049  | Meer afbeeldingen |
| Huis onder schilddak en met ingezwenkte topgevel | Woonhuis                  |                                       |                | Engstraat 14              | 51° 44' 3" NB, 5° 8' 15" OL  | 22050  | Meer afbeeldingen |
| Huis met gebosseerd gepleisterde lijstgevel waarin sierankers | Woonhuis                  |                                       |                | Engstraat 18              | 51° 44' 3" NB, 5° 8' 16" OL  | 22051  | Meer afbeeldingen |
| Huis met schilddak tegen zij-topgevel en met gepleisterde lijstgevel | Woonhuis                  | 1791 (metselproef)                    |                | Putterstraat 74B          | 51° 44' 5" NB, 5° 8' 28" OL  | 22052  | Huis met schilddak tegen zij-topgevel en met gepleisterde lijstgevel                                                                 |
| Pakhuis | Industrie                 | 17e eeuw (oorsprong)                  |                | Hoogstraat 11             | 51° 44' 6" NB, 5° 8' 21" OL  | 22053  | Meer afbeeldingen |
| Huis onder schilddak en met gepleisterde lijstgevel, aan de achterzijde, waarbij aansluit gasthuisstraat 12, een topgevel met sierankers | Woonhuis                  |                                       |                | Hoogstraat 2              | 51° 44' 4" NB, 5° 8' 20" OL  | 22054  | Meer afbeeldingen |
| Huis met rijkversierde gevel van rode en gele baksteen | Woonhuis                  | vroeg 17e eeuw                        |                | Hoogstraat 4              | 51° 44' 5" NB, 5° 8' 20" OL  | 22055  | Meer afbeeldingen |
| Huis onder dwars zadeldak en met zij-topgevels | Woonhuis                  |                                       |                | Waterpoort 39             | 51° 44' 7" NB, 5° 8' 22" OL  | 22056  | Meer afbeeldingen |
| Huis van vijf traveeën onder dwars zadeldak en met gebosseerd gepleisterde lijstgevel | Woonhuis                  |                                       |                | Waterpoort 15             | 51° 44' 8" NB, 5° 8' 23" OL  | 22057  | Meer afbeeldingen |
| Huis onder schilddak en met ingezwenkte topgevel | Woonhuis                  |                                       |                | Waterpoort 9              | 51° 44' 8" NB, 5° 8' 24" OL  | 22058  | Meer afbeeldingen |
| Herenhuis van vijf traveeën, met gecementeerde lijstgevel | Woonhuis                  |                                       |                | Waterpoort 7              | 51° 44' 8" NB, 5° 8' 24" OL  | 22059  | Meer afbeeldingen |
| Huis met zadeldak en klokgevel, ingang omlijst door gegroefde pilasters en een kroonlijst | Woonhuis                  | tegen 1800                            |                | Waterpoort 3              | 51° 44' 9" NB, 5° 8' 25" OL  | 22060  | Meer afbeeldingen |
| Nederlands Hervormde Kerk | Kerk en kerkonderdeel     | 1550                                  |                | Burchtstraat 2            | 51° 43' 59" NB, 5° 8' 18" OL | 22061  | Meer afbeeldingen |
| Huis onder schilddak en met lijstgevel waarin eenvoudige Empire ingangsomlijsting | Woonhuis                  |                                       |                | Nieuwstraat 3             | 51° 44' 6" NB, 5° 8' 17" OL  | 22062  | Meer afbeeldingen |
| Huis onder schilddak en met lijstgevel | Nijverheid                |                                       |                | Oudheusdensestraat 5      | 51° 43' 54" NB, 5° 8' 15" OL | 22063  | Meer afbeeldingen |
| Huis met gevel van het 'Dordtse' type zonder top, uit begin xviie eeuw | Woonhuis                  | 1619 (gevelsteen)                     |                | Oudheusdensestraat 15     | 51° 43' 54" NB, 5° 8' 14" OL | 22064  | Meer afbeeldingen |
| Huis met zadeldak en gecemente topgevel, waarin vensters met schuiframen | Woonhuis                  |                                       |                | Oudheusdensestraat 6      | 51° 43' 55" NB, 5° 8' 16" OL | 22065  | Meer afbeeldingen |
| Stoeppaal | Grensafbakening           |                                       |                | Pelsestraat tegenover 5   | 51° 44' 1" NB, 5° 8' 20" OL  | 22066  | Stoeppaal |
| Stoeppaal met ketting | Straatmeubilair           |                                       |                | Pelsestraat tegenover 7   | 51° 44' 1" NB, 5° 8' 20" OL  | 22067  | Stoeppaal met ketting |
| Pakhuis met fraaie gevel met diep terugliggende vensters en deuren vlak in de gevel | Opslag                    | 19e eeuw                              |                | Pelsestraat 13            | 51° 44' 1" NB, 5° 8' 19" OL  | 22068  | Meer afbeeldingen |
| Huis onder twee evenwijdige schilddaken en met fraaie empire gevels aan de voor- en aan de achterzijde, elk met een middeningang versierd door jonische pilasters met een kroonlijst waaronder een tandlijst. Twee stoeppalen met een gekruld smeedijzeren hek.                                                                 | Woonhuis                  |                                       |                | Pelsestraat 15            | 51° 44' 1" NB, 5° 8' 18" OL  | 22069  | Meer afbeeldingen |
| Pand, later sterk gewijzigd | Woonhuis                  | ca. 1850                              |                | Pelsestraat 7             | 51° 44' 1" NB, 5° 8' 20" OL  | 22070  | Meer afbeeldingen |
| Hoekhuis met gevel van het "Dordtse" type, waarvan de top verdwenen is. Elk der verdiepingen vooruitgemetseld, de eerste op gekoppelde zuiltjes en horizontaal aansluitend bij de waterlijst, de tweede op kraagstenen. | Woonhuis                  | 1521                                  |                | Putterstraat 1A           | 51° 44' 1" NB, 5° 8' 21" OL  | 22071  | Meer afbeeldingen |
| Pand waarin nog interessante pui | Woonhuis                  | 17e eeuw                              |                | Pelsestraat 4             | 51° 44' 1" NB, 5° 8' 21" OL  | 22072  | Meer afbeeldingen |
| Huis onder schilddak en met lijstgevel; in het deurkozijn een gesneden kalf | Woonhuis                  | ca. 1750                              |                | Pelsestraat 10            | 51° 44' 2" NB, 5° 8' 19" OL  | 22073  | Meer afbeeldingen |
| Huis onder schilddak en met lijstgevel; omlijste ingangspartij | Woonhuis                  |                                       |                | Pelsestraat 12            | 51° 44' 2" NB, 5° 8' 19" OL  | 22074  | Meer afbeeldingen |
| Een stoeppaal | Erfscheiding              |                                       |                | Pelsestraat tegenover 14  | 51° 44' 2" NB, 5° 8' 19" OL  | 22075  | Meer afbeeldingen |
| Huis van vier traveeën onder dwars zadeldak tegen zij-topgevel. Zesdelige schuiframen | Woonhuis                  |                                       |                | Putterstraat 17           | 51° 44' 2" NB, 5° 8' 23" OL  | 22076  | Meer afbeeldingen |
| Huis onder met rode pannen belegd schilddak en met lijstgevel waarin geblokte ingang-omlijsting en zesdelige schuiframen | Woonhuis                  | eerste kwart 19e eeuw                 |                | Putterstraat 25           | 51° 44' 4" NB, 5° 8' 24" OL  | 22077  | Meer afbeeldingen |
| Herenhuis van vijf traveeën. Ramen met kleine roedeverdeling. Twee stoeppalen op de hoeken, versierd met zwart bladmotief | Woonhuis                  |                                       |                | Putterstraat 41           | 51° 44' 6" NB, 5° 8' 27" OL  | 22078  | Meer afbeeldingen |
| Pakhuis met wolfdak en in- en uitgezwenkte geveltop; in de middentravee hijsvensters met luiken, beganegronds vensters met kleine roedenverdeling | Opslag                    |                                       |                | Putterstraat 43           | 51° 44' 6" NB, 5° 8' 27" OL  | 22079  | Meer afbeeldingen |
| Huisje met achtergevel uitgevoerd als trapgevel | Woonhuis                  | 17e eeuw                              |                | Putterstraat 2            | 51° 43' 58" NB, 5° 8' 17" OL | 22080  | Meer afbeeldingen |
| Diep achter een poort gelegen groot huis onder dwars zadeldak tussen zijtrapgevels | Woonhuis                  | 1597 (jaartal) 1846 (gevelsteen)      |                | Putterstraat 14           | 51° 43' 58" NB, 5° 8' 19" OL | 22081  | Meer afbeeldingen |
| Twee stoeppalen | Erfscheiding              |                                       |                | Putterstraat tegenover 28 | 51° 43' 60" NB, 5° 8' 21" OL | 22082  | Meer afbeeldingen |
| Twee stoeppalen in de vorm van obelisken met zwarte cannelures | Erfscheiding              |                                       |                | Putterstraat tegenover 30 | 51° 44' 3" NB, 5° 8' 24" OL  | 22083  | Twee stoeppalen in de vorm van obelisken met zwarte cannelures                                                                       |
| Gebouw op de plaats van de voormalige doelen | Woonhuis                  | ca. 1600 (gevelsteen)                 |                | Putterstraat 42           | 51° 44' 2" NB, 5° 8' 23" OL  | 22084  | Meer afbeeldingen |
| Huis met gepleisterde lijstgevel waarin vensters met stucversiering | Woonhuis                  | derde kwart 19e eeuw (stucversiering) |                | Putterstraat 48           | 51° 44' 3" NB, 5° 8' 24" OL  | 22085  | Meer afbeeldingen |
| Herenhuis van vier traveeën, onder met rode pannen belegd schilddak en met lijstgevel in schoon metselwerk | Woonhuis                  |                                       |                | Putterstraat 52           | 51° 44' 3" NB, 5° 8' 25" OL  | 22086  | Meer afbeeldingen |
| Eenvoudig gepleisterd pand onder schilddak en met zijtopgevel | Woonhuis                  | vroeg 19e eeuw (schuiframen)          |                | Putterstraat 74           | 51° 44' 5" NB, 5° 8' 27" OL  | 22087  | Meer afbeeldingen |
| Huis met gepleisterde gevel van het 'Dordtse' type, zonder topkorfbogen met tooglijsten op leeuwekopjes boven de vensters | Woonhuis                  | 1605 (jaartal)                        |                | Ridderstraat 23           | 51° 44' 3" NB, 5° 8' 14" OL  | 22088  | Meer afbeeldingen |
| Huis met gevel van het 'Dordtse' type, zonder top | Woonhuis                  | begin 17e eeuw                        |                | Ridderstraat 25           | 51° 44' 3" NB, 5° 8' 14" OL  | 22089  | Meer afbeeldingen |
| Breed huis met gebosseerd gepleisterde voorgevel en achtergevel in schoon metselwerk, vroeg | Woonhuis                  | vroeg 19e eeuw                        |                | Roomsche Kerkstraat 5     | 51° 44' 3" NB, 5° 8' 29" OL  | 22090  | Meer afbeeldingen |
| Huis met schilddak en lijstgevel | Woonhuis                  | ca. 1825                              |                | Sterrestraat 3            | 51° 43' 55" NB, 5° 8' 13" OL | 22091  | Meer afbeeldingen |
| Eenvoudig pand met gepleisterde voorgevel | Woonhuis                  | 17e/18e eeuw                          |                | Sterrestraat 5            | 51° 43' 55" NB, 5° 8' 13" OL | 22092  | Meer afbeeldingen |
| Huis met eenvoudige trapgevel | Werk-woonhuis             | begin 17e eeuw                        |                | Sterrestraat 7            | 51° 43' 55" NB, 5° 8' 13" OL | 22093  | Meer afbeeldingen |
| Huis onder schilddak en met lijstgevel | Woonhuis                  |                                       |                | Sterrestraat 9            | 51° 43' 56" NB, 5° 8' 14" OL | 22094  | Meer afbeeldingen |
| Huis onder schilddak en met lijstgevel | Woonhuis                  |                                       |                | Sterrestraat 11           | 51° 43' 56" NB, 5° 8' 14" OL | 22095  | Meer afbeeldingen |
| Huis met trapgevel van gele en rode baksteen en uitgekraagde korfbogen boven de vensters | Woonhuis                  | begin 18e eeuw                        |                | Vismarkt 1                | 51° 44' 6" NB, 5° 8' 16" OL  | 22096  | Meer afbeeldingen |
| Huis met gebosseerd gepleisterde lijstgevel, schilddak met rode pannen belegd | Woonhuis                  |                                       |                | Vismarkt 5                | 51° 44' 5" NB, 5° 8' 16" OL  | 22097  | Meer afbeeldingen |
| Huis met geverfde pilastergevel | Woonhuis                  |                                       |                | Vismarkt 7                | 51° 44' 5" NB, 5° 8' 15" OL  | 22098  | Meer afbeeldingen |
| Huis met gepleisterde lijstgevel waarin vensters met stucversiering | Woonhuis                  | derde kwart 19e eeuw                  |                | Vismarkt 9                | 51° 44' 5" NB, 5° 8' 15" OL  | 22099  | Meer afbeeldingen |
| Concordia | Woonhuis                  |                                       |                | Vismarkt 2                | 51° 44' 6" NB, 5° 8' 14" OL  | 22100  | Meer afbeeldingen |
| Pand met achtergevel van sloopsteen | Woonhuis                  | 19e eeuw                              |                | Vismarkt 4                | 51° 44' 6" NB, 5° 8' 14" OL  | 22101  | Meer afbeeldingen |
| Huis met naar de drietrompetterstraat gekeerde trapgevel, van gele baksteen, met ontlastende bogen van rode baksteen boven de vensters | Woonhuis                  | begin 17e eeuw                        |                | Vismarkt 14               | 51° 44' 5" NB, 5° 8' 13" OL  | 22102  | Meer afbeeldingen |
| Visbank | Visbank                   | 1796                                  |                | Vismarkt 2A               | 51° 44' 7" NB, 5° 8' 15" OL  | 22103  | Meer afbeeldingen |
| Eenvoudig 19e-eeuws pandje | Woonhuis                  | 19e eeuw                              |                | Stadshaven 2              | 51° 44' 7" NB, 5° 8' 13" OL  | 22104  | Meer afbeeldingen |
| Vijf stoeppalen met zwart ornament | Erfscheiding              |                                       |                | Stadshaven 4              | 51° 44' 7" NB, 5° 8' 12" OL  | 22105  | Meer afbeeldingen |
| Huis met dwars zadeldak tussen zij-topgevels en met gebosseerd grijsgepleisterde lijstgevel waarin ingang-omlijsting in vereenvoudigde Lodewijk xv trant | Woonhuis                  |                                       |                | Stadshaven 20             | 51° 44' 8" NB, 5° 8' 17" OL  | 22106  | Meer afbeeldingen |
| Huis onder dwars schilddak met rode pannen en met gebosseerd grijsgepleisterde lijstgevel | Woonhuis                  |                                       |                | Stadshaven 21             | 51° 44' 7" NB, 5° 8' 17" OL  | 22107  | Meer afbeeldingen |
| Huis met gebosseerd grijsgepleisterde lijstgevel en met witte deuromlijsting | Woonhuis                  |                                       |                | Stadshaven 22             | 51° 44' 7" NB, 5° 8' 17" OL  | 22108  | Meer afbeeldingen |
| Huis onder schilddak en met lijstgevel | Woonhuis                  | begin 19e eeuw                        |                | Wittebroodstraat 1        | 51° 43' 57" NB, 5° 8' 14" OL | 22109  | Meer afbeeldingen |
| Eenvoudig 19e-eeuws pand | Woonhuis                  | 19e eeuw                              |                | Wittebroodstraat 7        | 51° 43' 58" NB, 5° 8' 14" OL | 22110  | Meer afbeeldingen |
| Huis met eenvoudige trapgevel | Nijverheid                | begin 17e eeuw                        |                | Wittebroodstraat 11       | 51° 43' 58" NB, 5° 8' 14" OL | 22111  | Meer afbeeldingen |
| Huis met trapgevel van gele en rode baksteen en met waterlijsten, eveneens van baksteen | Werk-woonhuis             |                                       |                | Wijksestraat 8            | 51° 44' 3" NB, 5° 8' 8" OL   | 22112  | Meer afbeeldingen |
| Huis met hoge gevel waarop rechte kroonlijst op gesneden consoles | Woonhuis                  | 18e eeuw                              |                | Wijksestraat 38           | 51° 44' 4" NB, 5° 8' 12" OL  | 22113  | Meer afbeeldingen |
| Restant van de 14e-eeuwse kapel van het vrouwenklooster | Klooster, kloosteronderdl | 14e eeuw (kapel)                      |                | Zustersteeg 8             | 51° 44' 6" NB, 5° 8' 24" OL  | 22114  | Meer afbeeldingen |
| De overblijfselen van de in 1821 ontmantelde vesting | Fort, vesting en -onderdl | 1581 (aanleg)                         |                | Vestingwerken             | 51° 43' 56" NB, 5° 7' 57" OL | 22115  | De overblijfselen van de in 1821 ontmantelde vesting                                                                                 |
| De overblijfselen van de in 1821 ontmantelde vesting | Fort, vesting en -onderdl | 1581 (aanleg)                         |                | Vestingwerken             | 51° 44' 16" NB, 5° 8' 5" OL  | 22116  | Meer afbeeldingen |
| Orgel in de Evangelisch Lutherse kerk | Vanwege onderdelen kerk   | 1852                                  |                | Putterstraat 32           | 51° 44' 0" NB, 5° 8' 22" OL  | 408720 | Orgel in de Evangelisch Lutherse kerk                                                                                                |
| Koetshuis/pakhuis, opgetrokken in eclectische- en neo-renaissancestijl | Opslag                    | 1895                                  |                | Hoogstraat 18             | 51° 44' 5" NB, 5° 8' 21" OL  | 517317 | Meer afbeeldingen |
| Herenhuis, in eclectische- en neo-renaissancestijl opgetrokken | Woonhuis                  | 1895                                  |                | Hoogstraat 24             | 51° 44' 6" NB, 5° 8' 22" OL  | 517318 | Meer afbeeldingen |
| Boerderij, opgetrokken in sobere, aan de amsterdamse school verwante vormen | Boerderij                 | 1933                                  |                | Bernsestraat 9            | 51° 44' 5" NB, 5° 9' 29" OL  | 517333 | Meer afbeeldingen |
| Postkantoor | Overheidsgebouw           | 1893                                  | Daniël Knuttel | Botermarkt 2              | 51° 44' 2" NB, 5° 8' 17" OL  | 517334 | Meer afbeeldingen |
| Winkel-woonhuis | Werk-woonhuis             | 1885                                  |                | Botermarkt 9              | 51° 44' 4" NB, 5° 8' 17" OL  | 517335 | Meer afbeeldingen |
| Joodse begraafplaats. Op de begraafplaats bevinden zich circa 17 zerken met opschrift alsmede een viertal kleine hardstenen paaltjes | Begraafplaats en -onderdl | 1850-1870                             |                | Joodse begraafplaats      | 51° 44' 9" NB, 5° 7' 47" OL  | 517339 | Joodse begraafplaats. Op de begraafplaats bevinden zich circa 17 zerken met opschrift alsmede een viertal kleine hardstenen paaltjes |
| Woonhuis met boerderij | Woonhuis                  | ca. 1875                              |                | Herptsestraat 2           | 51° 44' 4" NB, 5° 8' 37" OL  | 517340 | Meer afbeeldingen |
| Begraafplaats bij kerk | Begraafplaats en -onderdl | 1900                                  |                | Begraafplaats             | 51° 43' 59" NB, 5° 8' 18" OL | 517341 | Begraafplaats bij kerk |
| Pastorie | Kerkelijke dienstwoning   | ca. 1870                              |                | Pelsestraat 8             | 51° 44' 1" NB, 5° 8' 20" OL  | 517342 | Pastorie |
| Gendensche Sluis | Waterkering en -doorlaat  | ca. 1850                              |                | Bergse Maas (bij)         | 51° 43' 18" NB, 5° 5' 3" OL  | 517343 | Upload foto |
| Voormalige marechausseekazerne, hoekpand | Militair verblijfsgebouw  | 1872                                  |                | Putterstraat 30           | 51° 43' 60" NB, 5° 8' 21" OL | 517344 | Meer afbeeldingen |
| Grenspaal | Grensafbakening           | tweede helft 19e eeuw                 |                | gemeentegrens (bij)       | 51° 44' 22" NB, 5° 11' 0" OL | 517345 | Upload foto |
| Nummerpaal | Grensafbakening           | ca. 1960                              |                | gemeentegrens (bij)       | 51° 44' 22" NB, 5° 11' 0" OL | 517346 | Upload foto |